# Sofia Jannok

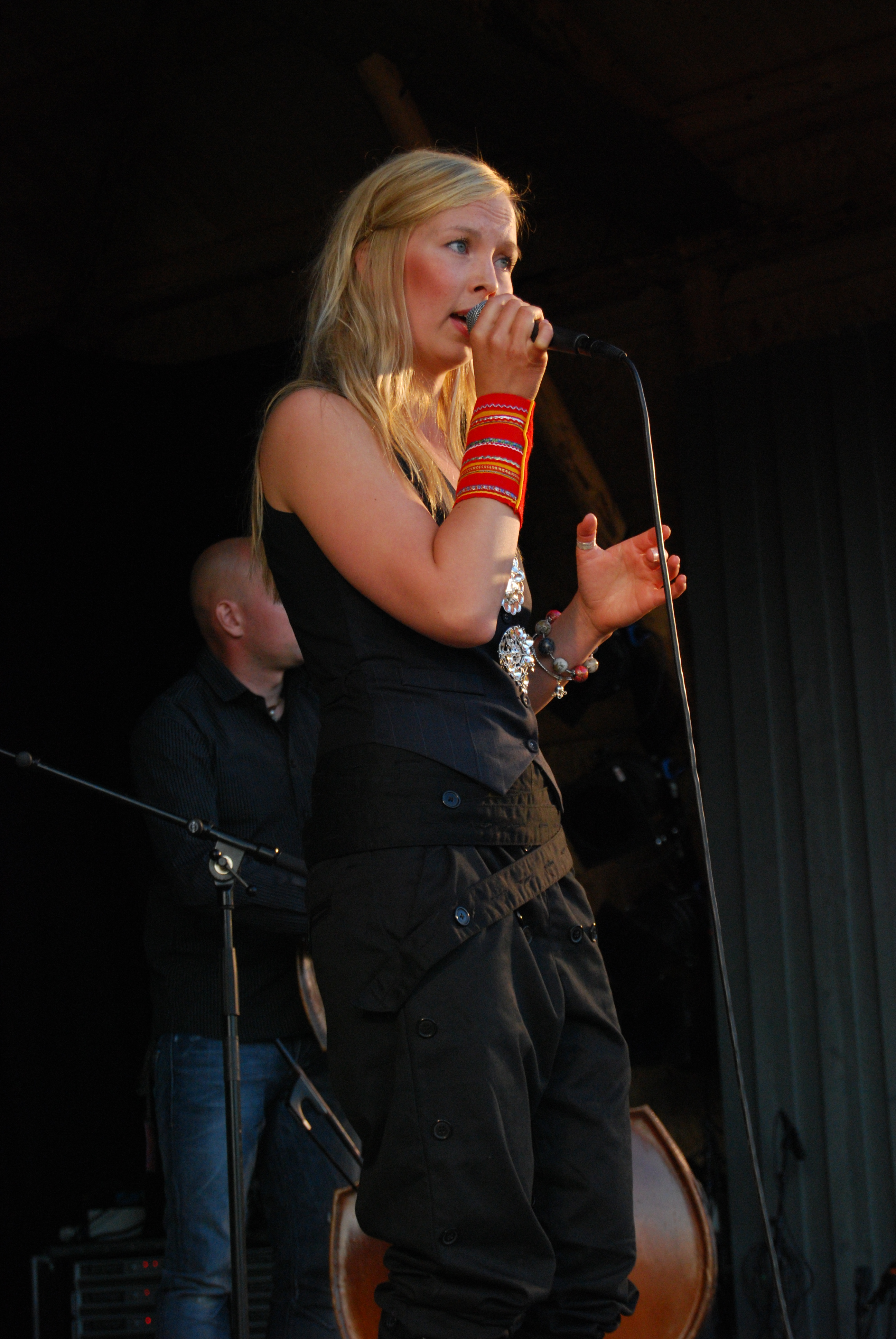
Sofia Jannok

Sofia Jannok (nascuda a Gällivare, Lapònia, el 15 de setembre de 1982) és una cantant sami de nacionalitat sueca que canta en sami del nord, suec i anglès. Jannok canta música pop i utilitza el cant tradicional joik en moltes seves cançons.

## Discografia
- 2007. Čeaskat
- 2009. Áššogáttis
- 2013. Áhpi (2013)
- 2016. ORDA – This is my land
- 2021. Lávv U[1]